# Heodes pallida
Heodes pallida är en fjärilsart som beskrevs av Fritsch 1912. Heodes pallida ingår i släktet Heodes och familjen juvelvingar. Inga underarter finns listade i Catalogue of Life.